# Meubelplaat
Meubelplaat is een materiaal dat bestaat uit een kern (ook: vulling, middenlaag) van latten of staafjes massief hout, waarop aan weerszijden een laag fineer is gelijmd, zodanig dat de vezelrichting van de fineerlaag haaks staat op de lengterichting van de latten respectievelijk de staafjes.
Soms wordt aan beide zijden nog een tweede laag fineer met de vezelrichting haaks op de vezelrichting van de eerste fineerlaag aangebracht, de zogenaamde crossband-platen.
De naam "meubelplaat" vindt zijn oorsprong in het feit, dat het aanvankelijk de meubelmakers waren, die zelf hun platen vervaardigden.
De productie is de laatste jaren gedaald, vooral door de concurrentie van de veel goedkopere spaanplaat en het betere mdf. Tegenwoordig is de plaat een beetje terug van weggeweest, al verschijnt ze dan in dikkere dekfineren van minstens 5 mm in plaats van de vroegere 1,5 tot 3,5 mm.

## Opbouw
Naar opbouw zijn te onderscheiden:
- meubelplaat met vulling van latten van gelijke diktes van 24 tot 30 mm. De dikte van de dekfineren, die direct op de vulling worden gelijmd (ook wel sperfineren genaamd) bedraagt 1,5 tot 3,5 mm
- meubelplaat met vulling met staafjes van gelijke diktes van maximaal 8 mm, de dikte van de dekfineren bedraagt ook hier 1,5 tot 3,5 mm
- de crossband-meubelplaat die zowel een lattenvulling als staafjesvulling kan hebben en aan zowel de bovenzijde als de onderzijde met twee kruiselingse lagen fineer wordt bedekt. De dikte van elke buitenste laag bedraagt ten hoogste 2 mm.

Verreweg de meeste platen worden vervaardigd met een lattenvulling, omdat deze aanzienlijk goedkoper zijn te maken dan platen met een staafjesvulling. In het algemeen worden voor de kernen minder duurzame houtsoorten gebruikt. De belangrijkste houtsoorten voor de lattenvulling zijn vuren, dennen en grenen. Voor staafjes worden ook loofhoutsoorten als populier en okoumé gebruikt.